# Волна (Новгородская область)
Волна́ (второе название — Ви́нская Ба́за) — деревня в Крестецком районе Новгородской области, входит в состав Усть-Волмского сельского поселения.

## География
Деревня расположена в месте слияния рек Холова и Мошня, в 0,8 км к северу от федеральной автомагистрали «Россия» М10, в 5 км к востоку от деревни Вины, в 15 км к северо-западу от посёлка Крестцы, в 28 км к югу от деревни Усть-Волма.

## История
В 1914 годах устроен деревянный эстонский лютеранский молитвенный дом, закрыт в 1920-х.
В советское время рядом с деревней функционировал пионерский лагерь «Метеор», в настоящее время — детский оздоровительный лагерь.
Деревня Волна относилась к Винскому сельскому поселению. 
В 2010 деревня Волна вошла в состав Устьволмского сельского поселения, которое в 2016 было переименовано в Усть-Волмское сельское поселение.